# 棕环海参
棕环海参（学名：Holothuria fuscocinerea）为海参科海参属的动物。分布于从东非到红海、斯里兰卡、菲律宾、印度尼西亚、西太平洋各岛、日本、澳大利亚、台湾岛以及中国大陆的广东、海南岛、西沙群岛等地，多见于珊瑚礁或石块底下。该物种的模式产地在印度尼西亚。